# Rhomaleosaurus
Rhomaleosaurus (z gr. "mocny jaszczur") – rodzaj dużego drapieżnego plezjozaura z rodziny Rhomaleosauridae, żyjącego na początku jury (od hetangu, aż po toark, 200-175 milionów lat temu).
Romaleozaury, podobnie jak większość plezjozaurów, polowały, kierując się zarówno wzrokiem, jak i węchem. Zwierzę pływało z lekko otwartym pyskiem, co umożliwiało wodzie przepłynięcie przez narząd Jacobsona. Następnie była ona wydalana przez zewnętrzne nozdrza.
Zwierzęta te mogły rozdzierać łup, wykonując gwałtowne ruchy głową, podobnie jak czynią to krokodyle, których czaszki przypominają czaszki opisywanych plezjozaurów.
Znanych jest kilka gatunków wchodzących w skład rodzaju Rhomaleosaurus:
- Rhomaleosaurus propinquus to wysmukły gatunek z czasów toarku o długości 3-4 metrów to odkryty w Anglii (Whitby). Uznany za młodszy synonim gatunku R. cramptoni przez Smitha (2007)[1], a za młodszy synonim gatunku R. zetlandicus - przez Vincent i Smitha (2009)[2].
- Rhomaleosaurus zetlandicus z toarku. Jego niekompletny szkielet, długości 5,3 metra, odnaleziony został w Whitby. Był największym i najcięższym reprezentantem rodzaju. Czaszka, zaopatrzona w długie zęby, mierzyła 74 cm, a szyja -130 cm. Możliwe, że zwierzę to było padlinożercą, bądź polowało na ryby.
- Rhomaleosaurus cramptoni z toarku. Jego szczątki odkryto również w Anglii. Miał 5-7 metrów długości, czyli był porównywalnie duży, co R. zetlandicus. Uznany za młodszy synonim R. zetlandicus przez Cruickshanka (1996)[3]; jednak według Smitha (2007) różnice w budowie szkieletów R. cramptoni i R. zetlandicus uzasadniają utrzymanie ich jako odrębnych gatunków[1].
- Rhomaleosaurus thorntoni znany z niemal kompletnego szkieletu odkrytego w osadach z toarku niedaleko Kingsthorp w Northamptonshire. Łączna długość zachowanych kości kręgosłupa wynosi 5,75 m. Od innych gatunków zaliczanych do rodzaju Rhomaleosaurus różni go współwystępowanie kilku cech budowy szkieletu: przedniej części pyska (od czubka pyska do kości szczękowej), której długość jest mniej więcej równa szerokości; silnie rozwiniętego bocznego wcięcia między kością przedszczękową a szczękową; oraz mocno rozszerzających się ku dołowi kości ramiennych, dłuższych od kości udowych. Nie można całkowicie wykluczyć, że domniemane charakterystyczne cechy budowy czaszki są jedynie rezultatami uszkodzeń, jednak wymienione cechy budowy kończyn z pewnością są naturalne[1]. R. thorntoni został uznany przez Cruickshanka (1996) za młodszy synonim R. zetlandicus[3]; jednak według Smitha (2007) różnice w budowie szkieletów R. thorntoni i R. zetlandicus uzasadniają utrzymanie ich jako odrębnych gatunków[1].

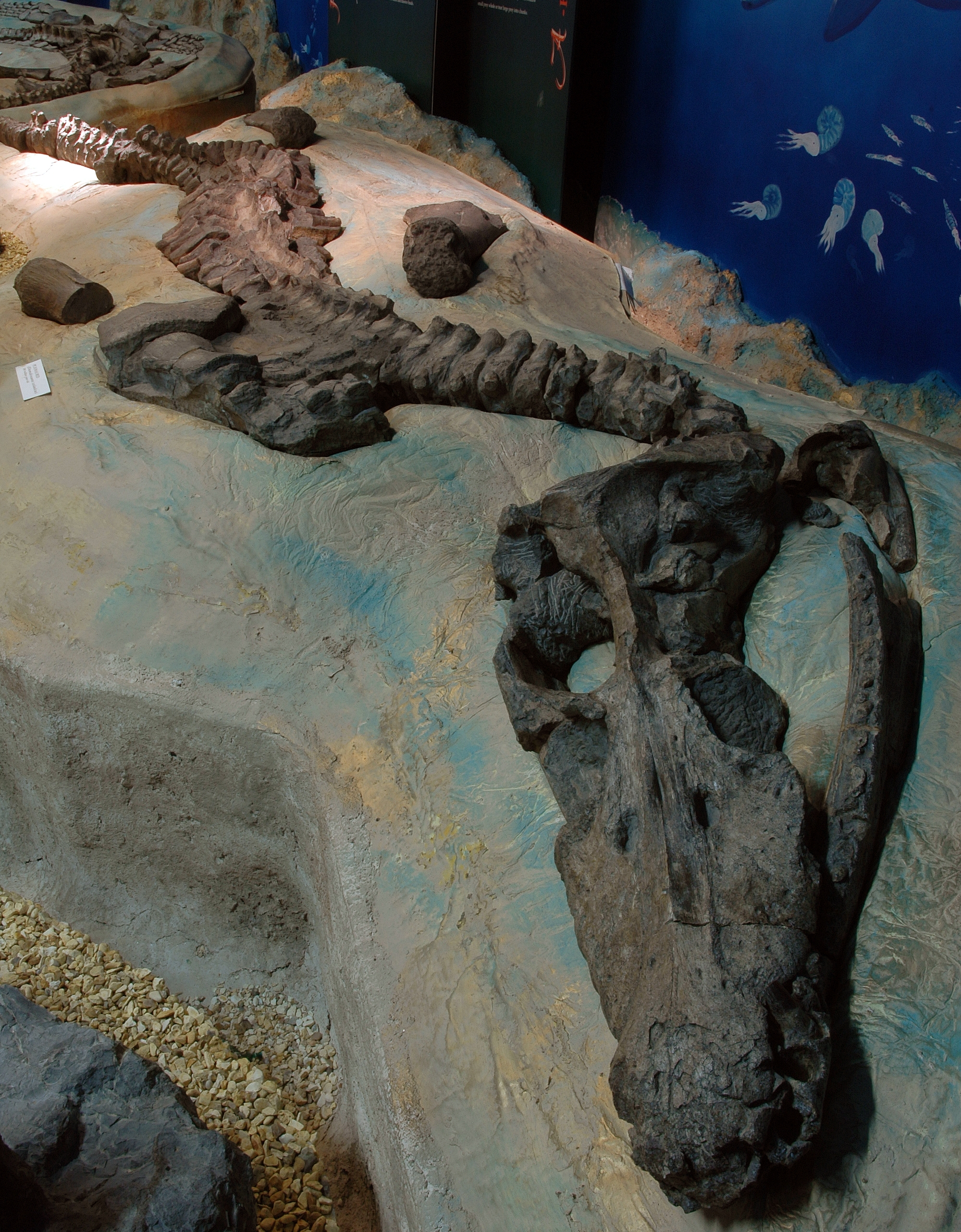
Szkielet Rhomaleosaurus zetlandicus

Zaliczany niegdyś do tego rodzaju gatunek "Rhomaleosaurus" victor jest obecnie gatunkiem typowym odrębnego rodzaju Meyerasaurus. Dawniej zaliczany do rodzaju Rhomaleosaurus gatunek "R." megacephalus prawdopodobnie nie jest bliżej spokrewniony z przedstawicielami tego rodzaju niż z innymi przedstawicielami Rhomaleosauridae; Smith (2015) ustanowił go gatunkiem typowym odrębnego rodzaju Atychodracon. Do rodzaju Rhomaleosaurus część autorów zaliczała też gatunek "Plesiosaurus" longirostris. Jego pozycja filogenetyczna w obrębie plezjozaurów jest jednak niepewna; bywał on też zaliczany do rodzaju Macroplata, a Benson i współpracownicy (2011) zaliczyli go do rodzaju Hauffiosaurus.